# Aeroportul Internațional Samos
Aeroportul Internațional Samos (IATA: SMI, ICAO: LGSM) este un aeroport din Egeea de Nord, Administrația descentralizată a Mării Egee⁠⁠(d), Grecia ce deservește zona Vathý Samou⁠(d). Aeroportul a fost tranzitat în 2022 de 452.792 de pasageri. A fost deschis în 1963 și numit după Aristarh din Samos.
Situat la o altitudine de 6 m, aeroportul dispune de 1 pistă. Este operat de Fraport Greece⁠(d).

## Infrastructură

### Piste
Aeroportul dispune de o singură pistă. Pista 09/27 are suprafața de asfalt și dimensiunile 2.100 m × 45 m. 